# Espanha nos Jogos Olímpicos de Verão de 1972
A Espanha competiu nos Jogos Olímpicos de Verão de 1972, realizados em Munique, Alemanha Ocidental.